# Copris gracilis
Copris gracilis är en skalbaggsart som beskrevs av Waterhouse 1891. Copris gracilis ingår i släktet Copris och familjen bladhorningar. Inga underarter finns listade i Catalogue of Life.